# Dolna Wisłoka z dopływami
Dolna Wisłoka z Dopływami (PLH180053) – specjalny obszar ochrony siedlisk obejmujący rzekę Wisłokę na odcinku od Podleszan do ujścia Wielopolki oraz od Dębicy do ujścia Chotowskiego Potoku wraz z fragmentami kilku dopływów. Tak ujęty obszar zajmuje powierzchnię 453,69 ha.
Obszar jest położony w województwie podkarpackim na terenie powiatów: dębickiego, ropczycko-sędziszowskiego i mieleckiego.
Występuje tu pięć typów siedlisk z załącznika I dyrektywy siedliskowej:
- zbiorowiska włosieniczników
- ziołorośla nadrzeczne
- łąki świeże
- grąd
- łęgi

Występują tu następujące gatunki z załącznika II:
- bóbr Castor fiber
- wydra Lutra lutra
- minóg strumieniowy Lampetra planeri
- łosoś szlachetny Salmo salar
- boleń Aspius aspius
- różanka pospolita Rhodeus sericeus amarus
- piskorz Misgurnus fossilis
- koza pospolita Cobitis taenia
- głowacz białopłetwy Cottus gobio
- brzanka peloponeska Barbus peloponnesius
- kiełb białopłetwy Gobio albipinnatus
- kiełb Kesslera Gobio kessleri
- skójka gruboskorupowa Unio crassus